# Бранденбург, Эрих
Арнольд Отто Эрих Бранденбург (нем. Arnold Otto Erich Brandenburg; 31 июля 1868, Штральзунд — 22 января 1946, Лейпциг) — немецкий историк и генеалог, профессор, заведующий кафедрой истории в Лейпцигском университете; автор и издатель исторических трудов — в том числе многотомника «Основание империи» (1916).

## Биография
С 1886 по 1891 год Эрих Бранденбург изучал право и историю в университетах Лейпцига, Гейдельберга, Геттингена и Берлина. В 1890 году он написал и защитил диссертацию «Император Сигизмунд и курфюрст Фредерик I Бранденбург. 1409—1426» (König Sigmund und Kurfürst Friedrich I. von Brandenburg) и стал кандидатом наук. В 1894 в университете Лейпцига он защитил докторскую диссертацию по теме «Пленение герцога Генриха V Шмалькальдическим союзом (1545)» (Die Gefangennahme Herzog Heinrichs von Braunschweig durch den Schmalkaldischen Bund).
С 1894 по 1899 год Бранденбург преподавал в Лейпциге в качестве приват-доцента; с 1899 по 1903 год он являлся экстраординарным профессором. После того, как один год он провел в университете Бонна, с 1904 по 1935 Бранденбург состоял полным профессором и заведующим кафедрой истории в Лейпцигском университете. В 1917—1918 годах он также являлся деканом факультета искусств, а в 1919—1920 — ректором Лейпцигского университета. В начале XX века Бранденбург считался одним из наиболее авторитетных и влиятельных историков: он был полноправным членом Саксонской академии наук, а также — членом-корреспондентом Прусской и Баварской Академии наук.
11 ноября 1933 года Арнольд Эрих Бранденбург был среди более 900 ученых и преподавателей немецких университетов и вузов, подписавших «Заявление профессоров о поддержке Адольфа Гитлера и национал-социалистического государства».
За время своей карьеры Бранденбург написал биографию курфюрста Морица Саксонского, в которой отразил не только церковные и политические аспекты, но также и культурную и экономическую деятельность курфюрста. В 1900 году Бранденбург начал публикацию политической переписки Мориса Саксонского («Politischen Korrespondenz des Kurfürsten Moritz von Sachsen») — проект был завершен в 2006 году с выходом шестого тома под редакцией Гюнтера Вартенберга (Günther Wartenberg). Основная работа Бранденбурга «Основание империи» (Die Reichsgründung, 1916) — состоявшая из двух томов, плюс отдельного тома с документами — являлась до 1950-х годов основным источником по теме.

## Работы
- König Friedrich Wilhelm IV.: Briefwechsel mit Ludolf Camphausen. 1906. [издатель]
- Briefe Kaiser Wilhelms des Ersten. Nebst Denkschriften und anderen Aufzeichnungen in Auswahl. 1911. [издатель]
- Die deutsche Revolution 1848, 1912.
- Quellensammlung für den geschichtlichen Unterricht an höheren Schulen (Heft 15) Teubner, Leipzig 1913 (Digitalisat).
- Die Reichsgründung, 2 Bde., 1916/1923 (online: Bd. 1, Bd. 2). Nachdruck der 2., verbesserten Auflage Leipzig 1924: Olms, Hildesheim 2005.
- Wie gestalten wir unsere künftige Verfassung. Quelle & Meyer, Leipzig 1919.
- Die materialistische Geschichtsauffasung, 1920.
- Von Bismarck zum Weltkriege, 1924 (Unveränd. reprograf. Nachdruck der neuen, verm. Ausg. Leipzig 1939: Darmstadt, Wissenschaftliche Buchgesellschaft 1973).
- Die Nachkommen Karls des Großen, 1935 (Faksimile-Nachdruck: Heinz F. Friederichs (Hrsg.), // Genealogie und Landesgeschichte, Band 10, Zentralstelle für deutsche Personen- und Familiengeschichte, Frankfurt am Main 1964).